# 17
| [ Edytuj tabelę ] |                                   |
| Cesarz Chin       | - 9 Wang Mang 23                  |
| Król Kapadocji    | - 36 p.n.e. Archelaos 17          |
| Król Kommageny    | - 12 p.n.e. Antioch Filokajsar 17 |
| Władca Korei      | - 19 p.n.e. Yuri 18               |
| Król Mauretanii   | - 25 p.n.e. Juba II 23            |
| Król Nabatei      | - 9 p.n.e. Aretas IV 40           |
| Król Partów       | - 8 Artabanus II 40               |
| Cesarz Rzymu      | - 14 Tyberiusz 37                 |
| Król Tracji       | - 12 Reskuporis III 19            |

Rok 17 / XVII
stulecia: I wiek p.n.e. ~
I wiek ~
II wiek

lata: 7 «
12 «
13 «
14 «
15 «
16 «
17
» 18
» 19
» 20
» 21
» 22
» 27

## Wydarzenia
- 26 maja – pochód triumfalny Germanika w Rzymie.
- Wybuch antyrzymskiego powstania pod dowództwem Takfarinasa.
- Przyłączenie do Rzymu Kapadocji i Kommageny.
- Początek powstania chłopskiego w cesarstwie chińskim.
- Trzęsienie ziemi zniszczyło miasto Sardes.
- Utworzenie prowincji Germania Superior i Germania Inferior.
- Powiększenie wpływów Sejana.

## Urodzili się
- Julia Liwilla, zwana Lesbią
- ok. 17 - Messalina

## Zmarli
- Tytus Liwiusz, rzymski historyk
- Owidiusz, rzymski poeta